# Solar Crisis
Solar Crisis (Crisis solar en México y Starfire, amenaza solar en Argentina) es una película de ciencia ficción de 1990 dirigida por Richard C. Sarafian y Arthur Marks y protagonizada por Tim Matheson, Charlton Heston y Peter Boyle. 
El filme está basado en la novela de Takeshi Kawata Crisis: Year 2050.

## Argumento
Estamos a mediados del siglo XXI. El Sol está cerca de causar una crisis ambiental colosal y letal en la Tierra. Solo la nave espacial Helios podrá salvar a la Humanidad de la catástrofe que se avecina.

## Reparto
| Actor             | Papel                   |
| ----------------- | ----------------------- |
| Tim Matheson      | Steve Kelso             |
| Charlton Heston   | Almirante 'Skeet' Kelso |
| Peter Boyle       | Arnold Teague           |
| Annabel Schofield | Alex Noffe              |
| Corin Nemec       | Mike Kelso              |
| Tetsuya Bessho    | Ken Minami              |
| Jack Palance      | Travis                  |

## Producción
La película costó 50 millones de dólares.

## Recepción
A pesar de la gran cantidad de dinero que se invirtió en la película, la película se convirtió en un gran fracaso de taquilla Hasta el punto de que incluso ha quedado prácticamente en el olvido.
Aun así, en el presente, la producción cinematográfica ha sido valorada en portales cinematográficos. En IMDb, por ejemplo, con aproximadamente 2000 votos registrados, la película obtiene una media ponderada de 4,1 sobre 10. En cuanto a Rotten Tomatoes, los más de 100 votos registrados allí le dieron una media ponderada de 2,1 de 5.